# Córrego Valão de São Lourenço
O córrego Valão de São Lourenço ou rio São Lourenço é um córrego do estado brasileiro do Espírito Santo, na bacia do rio Reis Magos. É um afluente do rio Timbuí, formado pelo encontro do córrego Valão de São Pedro com o córrego Valão de São Lourenço em Santa Teresa.